# Anraku-ji
Anraku-ji (安楽寺?) es un templo budista de la secta Shingon en la localidad de Kamiita, prefectura de Tokushima, Japón. Se trata del 6.º templo de peregrinación del Camino de Shikoku. La imagen principal, tallada por el fundador del templo, Kūkai, es de Yakushi Nyōrai. El Hōjō (1751-1829) se ha incluido en el registro de bienes culturales japoneses. Anraku-ji ha jugado un papel influyente en la Shikoku Reijōkai (Asociación de Peregrinación de Shikoku), proporcionando su primera sede en 1956.

## Historia
Durante el período Heian, Kūkai estaba viajando por Shikoku y descubrió una fuente termal en el lugar. El manantial era conocido por su eficacia para curar las enfermedades. En 815, Kūkai talló una imagen de Yakushi Nyōrai y construyó un templo para albergarla, a poca distancia de la ubicación actual. Con el tiempo, debido al beneficio de las aguas termales, los edificios del templo llegaron a extenderse hasta las colinas cercanas. A finales del siglo XVI, toda la zona fue incendiada por Chōsokabe Motochika. Un siglo después, el templo fue reconstruido en el lugar actual.
Alrededor del tiempo en que Chōsokabe estaba unificando Shikoku, las autoridades regionales mostraron preocupación ante la falta de alojamiento para los peregrinos en la región, por lo que, en el período Momoyama, Awa Sogo y Hachisuka Iemasa designaron el templo como un lugar que proporcionaría refugio y comidas a las personas. Por tanto, Anraku-ji cuenta, probablemente, con el alojamiento en templo más antiguo de Shikoku. Tiene aforo para 250 personas a la vez.

## Edificios

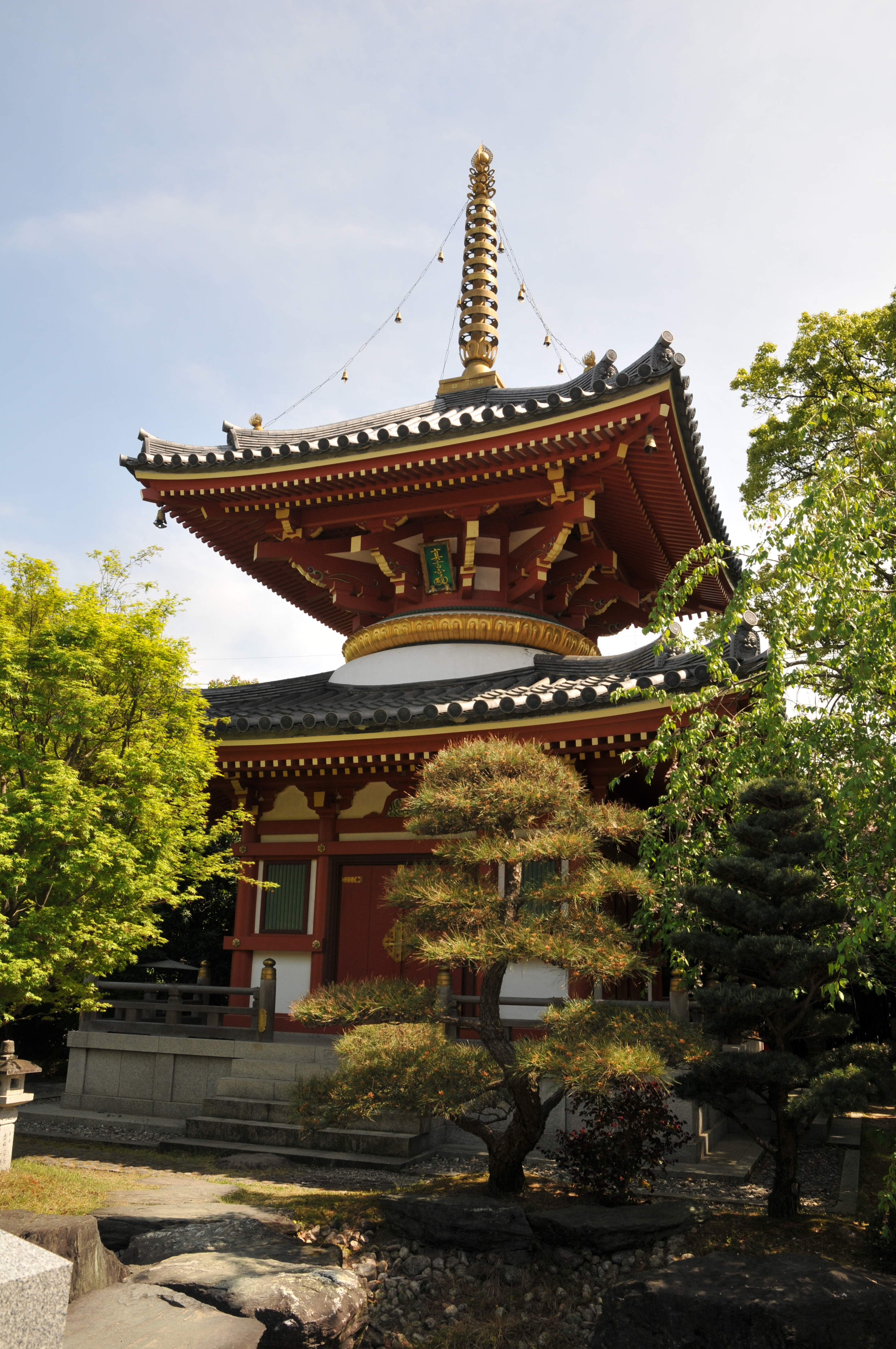
La pagoda de dos pisos (tahōtō) del Anraku-ji.

- Niōmon
- Hondō
- Daishi-dō
- Kannon-dō
- Tahōtō